# West Jefferson (Carolina del Nord)
West Jefferson è un comune degli Stati Uniti d'America, situato in Carolina del Nord, nella contea di Ashe.